# Хуарес, Рикардо (футболист)
Рикардо Хуарес Мендоса (исп. Ricardo Juárez Mendoza; род. 3 сентября 2005, Сьюдад-Хуарес, Чиуауа) — мексиканский футболист, защитник клуба «Хуарес».

## Клубная карьера
Хуарес — воспитанник клуба «Крус Асуль» и «Хуарес».

## Международная карьера
В 2024 году в составе молодёжной сборной Мексики Моралес выиграл домашний молодёжный Кубок КОНКАКАФ. На турнире он сыграл в матчах против команд Гватемалы, Панамы и Кубы.

## Достижения
Международные
 Мексика (до 20)
- Победитель молодёжного чемпионата КОНКАКАФ — 2024